# Sacsayhuamán

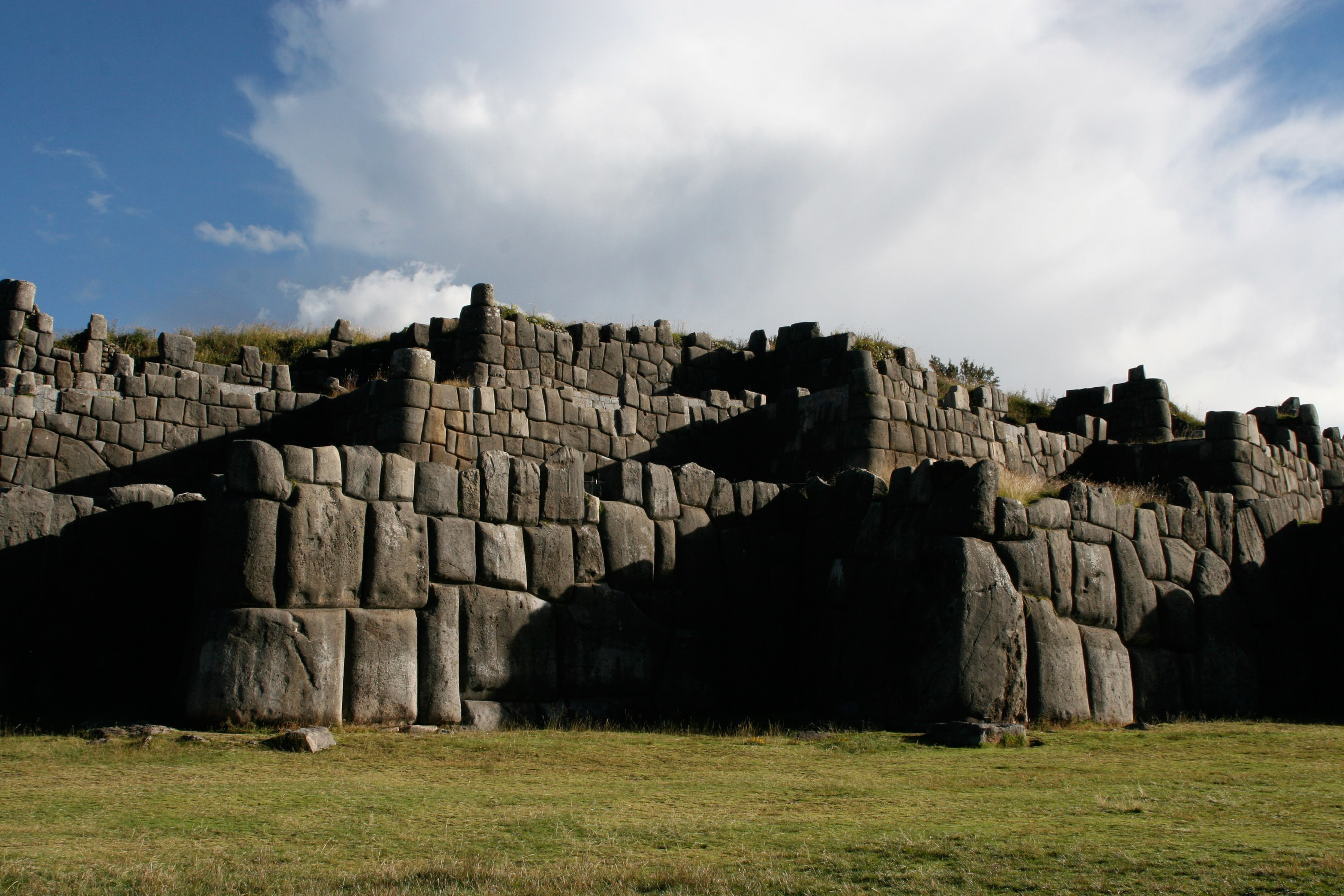
Sacsayhuamán

Sacsayhuamán (též španělsky Sacsaihuaman, kečuánsky Saksaywaman, Saksaq Waman či Sasa Waman, doslova „orlí hnízdo“) je incká „pevnost“ z obrovských, přesně opracovaných a dokonale do sebe zapadajících kamenných bloků na severním okraji jihoperuánského města Cuzco, které je historickým hlavním městem incké říše. Podle tradice ji naplánovali v době vlády Inky Pachacuteka Yupanquiho (1438–1471) a postavili za Huayna Capaka (1493–1527). Údajně ji stavělo 30 000 indiánů 70 let. Podle archeologů je však alespoň její spodní část mnohem starší. Části pevnosti byly postaveny již v době kolem roku 1100 příslušníky kultury Killike, kteří ve zdejší oblasti žili asi od roku 900. Inkové ji pak od 13. století rozšiřovali.
Podle legend nesloužil Sacsayhuamán jako pevnost, což se domnívali španělští conquistadoři, ale jako „Dům Slunce“. Když před těmito mohutnými kamennými bloky stáli první španělští dobyvatelé, mnozí z nich si mysleli, že musí jít o ďáblovo dílo. Sacsayhuamán totiž sestává ze tří nad sebou terasovitě postavených hradeb, z nichž je každá přes 365 metrů dlouhá. Některé kamenné bloky mají úctyhodnou velikost a váhu – největší z nich měří 5 × 5 × 4 metry a jejich hmotnost je odhadnuta na více než 200 tun. Zůstává otázkou, jak Inkové tyto obrovské kamenné bloky transportovali, ukládali a opracovávali. Jednotlivé bloky mají různé velikosti a tvary, přesně k sobě přiléhají a jsou na sobě uložené bez jakékoli spojovací hmoty. Při zemětřesení, kterých je v této oblasti hodně, zapadnou kameny zpět na svoje místa, a díky tomu jsou škody po zemětřeseních minimální.